# Lomographa phaedra
Lomographa phaedra är en fjärilsart som beskrevs av Eugen Wehrli 1936. Lomographa phaedra ingår i släktet Lomographa och familjen mätare. Inga underarter finns listade i Catalogue of Life.